# Selma Engel-Wijnberg
Pour les articles homonymes, voir Engel.
Saartje Engel, dite Selma Engel, épouse Wijnberg (15 mai 1922 à Groningue, Pays-Bas - 4 décembre 2018 à East Haven, Connecticut, États-Unis), est une juive néerlandaise qui s'évada du camp d'extermination de Sobibor et qui témoigna au Procès de Sobibor, procès contre les criminels de guerre de Sobibor. 

## Biographie

### Jeunesse
Selma Wijnberg est née le 15 mai 1922 à Groningue aux Pays-Bas dans une famille juive. Elle grandit à Zwolle où ses parents sont les propriétaires de l'hôtel Wijnberg.
Zwolle est la capitale de la province d’Overijssel aux Pays-Bas, à 80 kilomètres au nord-est d'Amsterdam. C'est une ville de la Hanse. Zwolle est l'une des villes les plus importantes au nord des Pays-Bas.

### Seconde Guerre mondiale
Le 10 mai 1940, les Allemands envahissent les Pays-Bas. Selma Winjberg a 18 ans. La persécution des Juifs commence. En septembre 1942, Selma Winjberg se cache d'abord à Utrecht puis à De Bilt.

#### Arrestation et déportation
Selma Wijnberg se cache, sous le faux nom de Greetje van der Berg. Elle est arrêtée par les Nazis le 18 décembre 1942.
Deux mois plus tard, elle est transférée au camp de concentration de Herzogenbusch, le camp de Vught est un des cinq camps de concentration qui ont existé aux Pays-Bas pendant la Seconde Guerre mondiale. Vught est situé près de Bois-le-Duc. Elle est ensuite transférée au Camp de regroupement et de transit  de Westerbook. Elle est déportée au camp d'extermination de Sobibor le 9 avril 1943, avec 2 019 Juifs (hommes, femmes et enfants).
Elle survit à la sélection à son arrivée. Elle est assignée au l'unité des Sonderkommando dans le Lager (Camp) II. Elle doit trier les vêtements des victimes gazées.

#### L'évasion de Sobibor
C’est dans la baraque destinée au tri, qu’elle rencontra son futur mari, Chaim Engel (10 janvier 1916 - 4 juillet 2003), un Juif polonais de Brudzew, de six ans son aîné. Ils pouvaient communiquer en allemand. Il l’aida à survivre ; par exemple, quand elle contracta le typhus et qu’elle était affaiblie, il la portait aux latrines et il l’aidait à se reposer quand les gardiens ne surveillaient pas.
Profitant du soulèvement du 14 octobre 1943, elle s’échappa avec Chajm Engel. Elle procura à Chaim un couteau avec lequel il poignarda un gardien nazi et, sous les tirs, le couple s’enfuit par la porte principale jusque dans la forêt. Ils trouvèrent refuge auprès d’un couple polonais, qu’ils payèrent pour les cacher. Ils survécurent neuf mois dans un grenier à foin jusqu’à ce que l’Allemagne nazie fût obligée de se retirer de Pologne en juillet 1944 devant la contre-offensive de l’Armée rouge. Entre-temps, le couple s’était marié et Selma était tombée enceinte.
Via Chełm et Parczew où naquit Emiel, leur fils, ils se rendirent à Lublin. De là, en passant par l’Ukraine, ils se rendirent en train à Tchernivtsi puis à Odessa. Sur le bateau, Chajm dut s’introduire clandestinement en tant qu’Européen non occidental, et ils partirent pour Marseille. Sur le bateau Emiel mourut et fut immergé près de la Grèce. En train, ils revinrent à Zwolle et allèrent habiter à l’hôtel Wijnberg.

### Après la Guerre
Le ministre Hans Kolfschoten considérant Chajm comme un étranger indésirable, décida qu’il ne pouvait pas rester aux Pays-Bas. Ils firent procéder alors à un nouveau mariage mais le 18 septembre 1945 la police de Zwolle en tira la conclusion que Wijnberg avait également acquis elle aussi la nationalité polonaise en épousant un Polonais et demanda au ministère de la Justice ce qu’elle devait faire des deux époux. Toutefois, ils ne furent pas expulsés parce que la Pologne n’acceptait pas les ressortissants étrangers. On envisagea de les enfermer tous les deux à Valkenswaard dans un camp pour ressortissants étrangers, mais on préféra attendre, pensant qu’ils iraient bientôt en Pologne. A Zwolle, le couple eut un fils et une fille et ils dirigeaient un magasin de tissus et de mode.
En 1951, ils partirent pour Israël où ils vécurent d’abord dans le kibboutz Moledet, puis à Beit Yitzhak. Comme Chajm n’arrivait pas à s’y habituer, ils allèrent aux États-Unis en 1957 et s’installèrent à Branford (Connecticut). Ils ne revinrent en Europe que quelques fois pour témoigner contre des criminels de guerre de Sobibór. Chajm mourut en 2003.
Le 12 avril 2010, lors de la commémoration officielle au camp de regroupement et de transit  de Westerbook, le ministre Ab Klink présenta des excuses officielles pour l’attitude du gouvernement néerlandais de l’époque mais Selma Wijnberg ne voulut pas les accepter trouvant qu’elles venaient « trop tard ». Le même jour, elle fut nommée Chevalier de l’ordre d’Orange-Nassau.

### Mort
Dernière survivante néerlandaise du camp d’extermination de Sobibór, Selma Engel-Winjberg est morte le 4 décembre 2018, dans une maison de retraite (Facilité de vie assistée) à East Haven dans le Connecticut aux États-Unis à l'âge de 96 ans,. Auparavant, elle habitait à Brandford au Connecticut.